# 아틀레티코 부카라망가
아틀레티코 부카라망가(Atlético Bucaramanga)는 콜롬비아 부카라망가를 연고로 하는 축구팀이다. 이 팀은 1949년에 창단되었으며, 현재 카테고리아 프리메라 A에 참가하고 있다.

## 역대 감독
| 감독                     | 임기 |
| ------------------------ | ---- |
| 호르헤 루이스 핀토       | 2001 |
| 루이스 페르난도 수아레스 | 2021 |